# メネメンの虐殺
メネメンの虐殺（メネメンのぎゃくさつ）は、1919年6月16日から17日にかけてトルコのメネメンで発生した事件。希土戦争でギリシャ軍がスミルナに上陸した直後に発生した。

## 虐殺
6月16日の夜にトルコの長官ケマル・ベイと同伴の憲兵6人がギリシャ兵によって暗殺された。彼らの死は翌日の地元のギリシャ人によって支援されたクレタ旅団によるメネメンの一般市民に対する虐殺の幕開けとなった。事件は「大虐殺」として連合軍の4人の将軍から成る調査委員会から呼ばれた。
6月17日のトルコ市民の犠牲者数は200名程度で異なる。調査委員会によって作成された1919年10月の報告書では、翌日到着した代表団によると1000名にも上ったとされる。委員会代表のチャーンズ大佐はトルコ人犠牲者数に比べてギリシャ人負傷者（軍人、民間人を問わず）がほとんど存在しなかったことを比べた。10月の報告書はスミルナのイギリス及びイタリア領事館からのイギリス軍士官と医師たちは1000名の死傷者は誇張であるとして否定し、少なくとも100名が死亡したとし、後のフランス軍士官による調査では200名のトルコ人が殺害され、200名が負傷したとした。
この事件はトルコのシェイヒュル・イスラームによって異議を申し立てられた。ギリシャ軍は町を攻撃したと主張したが、委員会は彼らの声明を信じなかった。委員会は流血の責任がギリシャ軍に一方的にあるとした。
歴史家のジャスティン・マッカーシーは委員会の調査結果を否定する。市内のギリシャ人の家は白の×印が付けられ、略奪と破壊を免れていたことから虐殺は事前に計画されていたものだと主張している。